# Passage (栗林みな実のアルバム)
『passage』（パッセージ）は、栗林みな実の2枚目のアルバム。2006年4月26日にLantisから発売された。

## 概要
前作『Overture』はゲームの主題歌が中心となっていたが、本作はアニメの主題歌を中心に構成されている。
タイトルのpassageは、栗林みな実にとっての通過点（道の途中）を意味する。

## 収録曲
1. passage
作詞・作曲：栗林みな実／編曲：大久保薫
表題曲となっているオリジナル曲。
2. Shining☆Days
作詞：栗林みな実／作曲・編曲：飯塚昌明
シングル「Shining☆Days」収録。テレビアニメ『舞-HiME』オープニング曲。シングル「Shining☆Days Re-Product&Remix」にはリミックス版を収録。
3. 小さな星が降りる時
作詞・作曲：栗林みな実／編曲：飯塚昌明
シングル「Shining☆Days」収録。テレビアニメ『舞-HiME』挿入曲。当初はテレビアニメ『君が望む永遠』オープニング曲の候補となっていたが、『舞-HiME』のプロデューサーが当曲を聴いて気に入ったことからアニメの挿入歌として採用された。
4. 真夏のBirthday
作詞・作曲：栗林みな実／編曲：飯塚昌明
ラジオ大阪で放送された『ちよれんちゃんねる♪』内の「シンガーソングライターみな実」のコーナーで誕生したオリジナル曲。アルバム収録に際して、飯塚昌明によるアレンジと1番までしかなかった歌詞に新たに2番が書き足された。
5. Blue treasure
作詞・作曲：栗林みな実／編曲：飯塚昌明
シングル「Blue treasure」収録。テレビアニメ『タイドライン・ブルー』オープニング曲。
6. あなたが…いない
作詞：江幡育子／作曲・編曲：飯塚昌明
PCゲーム『School Days』エンディング曲。『School Days ヴォーカルアルバム』収録。
7. 翼はPleasure Line
作詞：畑亜貴／作曲・編曲：上松範康
シングル「翼はPleasure Line」収録。テレビアニメ『クロノクルセイド』オープニング曲。
8. マブラヴ
作詞：江幡育子／作曲：SAGE KOIZUMI／編曲：飯塚昌明
シングル「マブラヴ（2005年盤）」収録。PCゲーム『マブラヴ オルタネイティヴ』エンディング曲。「マブラヴ」のリレコーディング・リアレンジバージョン。
9. beginning
作詞・作曲：栗林みな実／編曲：飯塚昌明
シングル「beginning」収録。OVA『アカネマニアックス』オープニング曲。
10. 桜の花が咲くまえに
作詞・作曲：栗林みな実／編曲：飯塚昌明
シングル「マブラヴ」収録。PCゲーム『マブラヴ サプリメント』アフターエピソードエンディング曲。
11. Dream☆Wing
作詞・作曲：栗林みな実／編曲：飯塚昌明
シングル「Dream☆Wing」収録。テレビアニメ『舞-乙HiME』前期オープニング曲。